# Cleuza Maria Irineu
Cleusa Maria Irineu (Uraí, 18 de junho de 1965) é uma maratonista e meio-fundista profissional brasileira.

## Resultados

### Corrida de São Silvestre
Na Corrida de São Silvestre a corredora conseguiu os seguintes resultados dignos de nota:
- 5º Lugar em 1998 com o tempo de 53:56
- 6º Lugar em 1999 com o tempo de 53:54
- 10º  Lugar em 2000 com o tempo de 53:53

### Tempos em Maratonas e Meia-Maratona
Os melhores tempos de Cleusa:
- Maratona: 2:35:11, obtido em Londres em 16 de abril de 2000
- Meia-Maratona: 1:12:18, obtido em Lisboa em 21 de março de 1999

## Títulos
- Volta Internacional da Pampulha:1°Lugar 1999 com o tempo de 1:02"07""
- Volta Internacional da Pampulha:1°Lugar em 2000 com o tempo de  1:01"47""